# Ajeé Wilson
Ajeé Wilson, född 8 maj 1994, är en amerikansk medeldistanslöpare.

## Karriär
I februari 2022 tog Wilson sitt sjunde guld på 800 meter vid amerikanska inomhusmästerskapen i Spokane. Månaden därpå tog hon guld på 800 meter vid inomhus-VM i Belgrad efter att tidigare tagit två silver vid inomhus-VM 2016 och 2018.

## Tävlingar

### Internationella
| År               | Tävling                   | Plats            | Placering          | Gren              | Tid              |
| Tävlande för USA | Tävlande för USA          | Tävlande för USA | Tävlande för USA   | Tävlande för USA  | Tävlande för USA |
| ---------------- | ------------------------- | ---------------- | ------------------ | ----------------- | ---------------- |
| 2010             | Juniorvärldsmästerskapen  | Moncton          | 5:e                | 800 meter         | 2.04,18          |
| 2011             | Ungdomsvärldsmästerskapen | Lille            | 1:a                | 800 meter         | 2.02,64          |
| 2012             | Juniorvärldsmästerskapen  | Barcelona        | 1:a                | 800 meter         | 2.00,91          |
| 2013             | Världsmästerskapen        | Moskva           | 6:e                | 800 meter         | 1.58,21          |
| 2014             | Inomhusvärldsmästerskapen | Sopot            | 10:e (försöksheat) | 800 meter         | 2.02,90          |
| 2014             | Stafett-VM                | Nassau           | 1:a                | 4 × 800 m stafett | 8.01,58          |
| 2015             | Stafett-VM                | Nassau           | 1:a                | Distansstafett    | 10.36,50 0VR0    |
| 2016             | Inomhusvärldsmästerskapen | Portland         | 2:a                | 800 meter         | 2.00,27          |
| 2016             | Olympiska sommarspelen    | Rio de Janeiro   | 12:e (semifinal)   | 800 meter         | 1.59,75          |
| 2017             | Monaco Herculis           | Fontvieille      | 3:e                | 800 meter         | 1.55,61 0PB0     |
| 2017             | Världsmästerskapen        | London           | 3:e                | 800 meter         | 1.56,65          |
| 2018             | Inomhusvärldsmästerskapen | Birmingham       | 2:a                | 800 meter         | 1.58,99          |
| 2018             | Prefontaine Classic       | Eugene           | 2:a                | 800 meter         | 1.56,86          |
| 2018             | NACAC-mästerskapen        | Toronto          | 1:a                | 800 meter         | 1.57,52 0MR0     |
| 2018             | Weltklasse Zürich         | Zürich           | 2:a                | 800 meter         | 1.57,86          |
| 2019             | Prefontaine Classic       | Palo Alto        | 2:a                | 800 meter         | 1.58,36          |
| 2019             | Världsmästerskapen        | Doha             | 3:e                | 800 meter         | 1.58,84          |
| 2021             | Olympiska sommarspelen    | Tokyo            | 16:e (semifinal)   | 800 meter         | 2.00,79          |
| 2021             | Prefontaine Classic       | Eugene           | 7:e                | 800 meter         | 2.00,21          |
| 2022             | Inomhusvärldsmästerskapen | Belgrad          | 1:a                | 800 meter         | 1.59,09          |
| 2022             | Världsmästerskapen        | Eugene           | 8:e                | 800 meter         | 2.00,19          |
| 2022             | NACAC-mästerskapen        | Freeport         | 1:a                | 800 meter         | 1.58,47          |

### Nationella
| - Amerikanska friidrottsmästerskapen / OS-uttagningarna (utomhus): - 2013: Brons – 800 meter (1.59,55, Des Moines) - 2014: Guld – 800 meter (1.58,70, Sacramento) - 2015: Brons – 800 meter (2.00,05, Eugene) - 2016: Silver – 800 meter (1.59,51, Eugene) - 2017: Guld – 800 meter (1.57,78, Sacramento) - 2018: Guld – 800 meter (1.58,18, Des Moines) - 2019: Guld – 800 meter (1.57,72, Des Moines) - 2021: Brons – 800 meter (1.58,39, Eugene) - 2022: Silver – 800 meter (1.57,23, Eugene) | - Amerikanska friidrottsmästerskapen (inomhus): - 2013: Guld – 800 meter (2.02,64, Albuquerque) - 2014: Guld – 800 meter (2.00,43, Albuquerque) - 2016: Guld – 800 meter (2.00,87, Portland) - 2017: Guld – 600 meter (1.23,84, Albuquerque) 0MR0 - 2018: Guld – 800 meter (2.01,60, Albuquerque) - 2019: Guld – 1 000 meter (2.34,71, Staten Island) - 2020: Guld – 800 meter (2.01,98, Albuquerque) - 2022: Guld – 800 meter (2.01,72, Spokane) |

## Personliga rekord
| Utomhus - 400 meter – 53,63 (Chester, 19 april 2014) - 600 meter – 1.22,39 (Berlin, 27 augusti 2017) - 800 meter – 1.55,61 (Monaco, 21 juli 2017) - 1 000 meter – 2.44,05 (Bryssel, 6 september 2013) - 1 500 meter – 4.05,18 (Swarthmore, 14 maj 2018) - 1 engelsk mil – 4.33,57 (South Huntington, 31 augusti 2016) | Inomhus - 400 meter – 59,55 (Toms River, 28 december 2011) - 500 meter – 1.09,63 (Staten Island, 14 januari 2017) - 600 meter – 1.23,84 (Albuquerque, 5 mars 2017) - 800 meter – 1.58,29 (New York, 8 februari 2020) 0AR0 - 1 000 meter – 2.34,71 (New York, 24 februari 2019) - 1 engelsk mil – 4.36,84 (Staten Island, 13 januari 2018) |